# EnForma Santa Cruz
O Club Enforma é uma equipe boliviana de futebol feminino com sede na cidade de Santa Cruz de la Sierra.
EnForma Santa Cruz representou seu país na Copa Libertadores da América Feminina de 2009.